# Ishii Hakutei

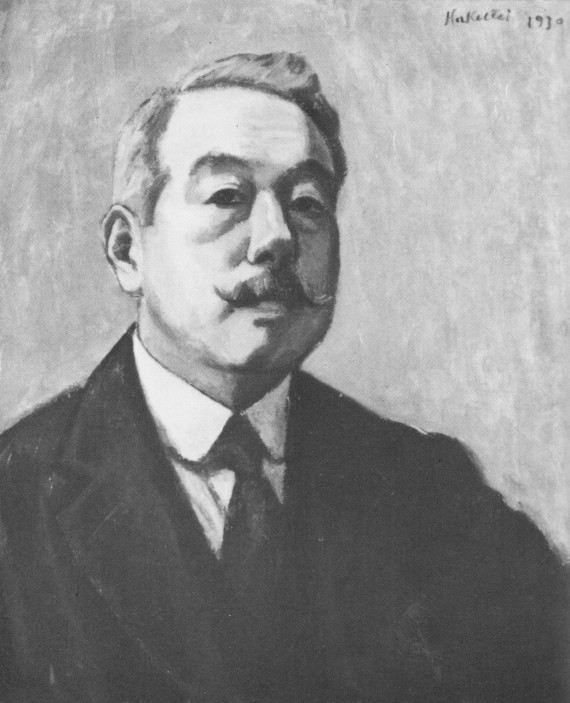
Ishii Hakutei, Selbstbildnis 1930

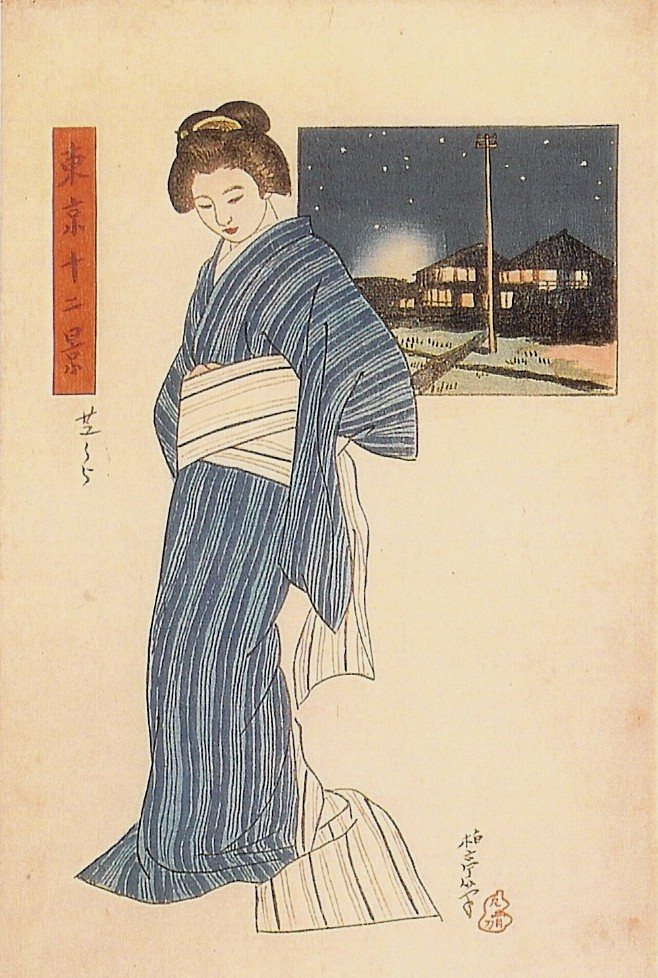
Eine der 12 Ansichten von Tokyo

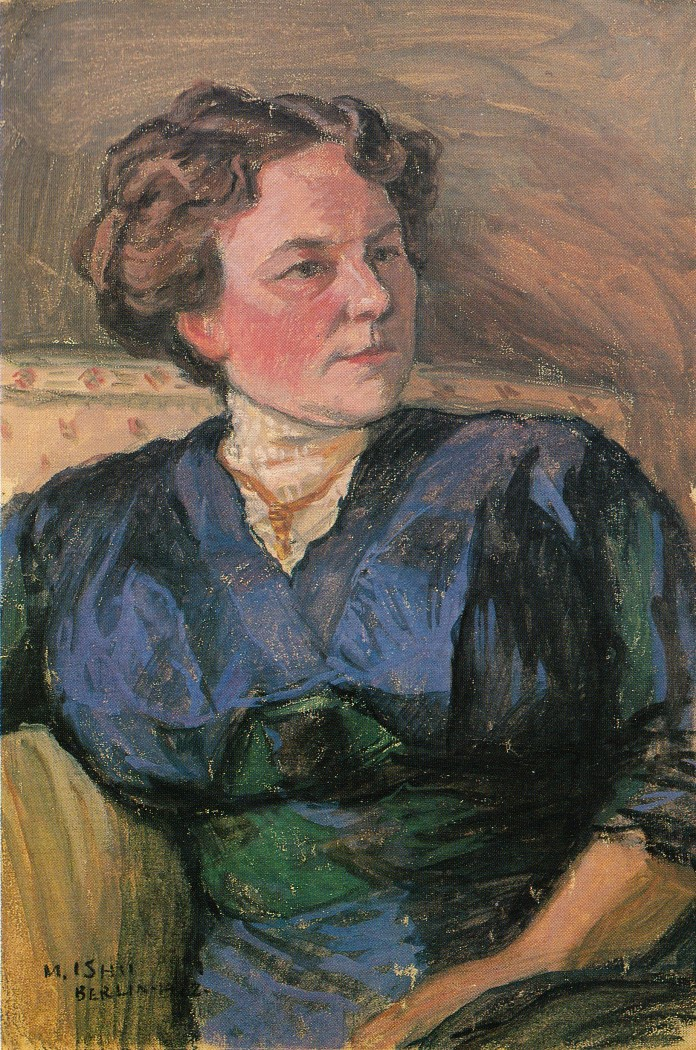
„Deutsche Dame“, 1912

Ishii Hakutei (japanisch 石井 柏亭; wirklicher Name Ishii Mankichi 石井 満吉; * 1882 in Tokio; † 1958) war ein japanischer Maler und Grafiker.

## Leben
Der Sohn des Malers und Lithographen Ishii Teiko wurde zunächst von seinem Vater im traditionellen Malstil unterrichtet. Nach dessen Tod wandte er sich der westlichen Kunst zu und studierte bei Asai Chū und ab 1904 an der Kunstschule Tokio (Tōkyō bijutsu gakkō) bei Kuroda Seiki und Fujishima Takeji.
Seit 1904 gab er die Kunst- und Literaturzeitschrift Myōjō heraus, in der er Yamamoto Kanaes Grafik Gyofu (dt. „Der Fischer“) veröffentlichte. Die Veröffentlichung gilt als Geburtsstunde der Grafikkunstbewegung Sōsaku hanga, in der – im Gegensatz zur traditionellen japanischen Holzschnitt-Kunst – Wert darauf gelegt wurde, dass der Künstler alle Arbeiten vom Entwurf über das Schneiden des Druckstockes bis zum Druck selbst ausführte.
Von 1910 bis 1912 hielt sich Ishii in Europa auf, wobei in Rom das Bild „Die römische Blumenverkäuferin“ (ローマの花売嫁, Roma no hana-uri yome) und in Paris „In der Unterkunft in Paris“ (巴里の宿にて, Pari no shuku nite) entstand. Aus Berlin brachte er das Bild „Deutsche Dame“ (独逸の婦人, Doitsu no fujin) mit zurück.
1905 gründete er mit Yamamoto Kanae und seinem Bruder Ishii Tsuruzō die Zeitschrift Heitan (dt. „Transformation“), zwei Jahre später ebenfalls gemeinsam mit anderen Künstlern die Zeitschrift Hōsun (dt. Bewusstsein). Beide waren finanziell nicht erfolgreich und wurden nach einigen Jahren eingestellt. Von 1910 bis 1912 hielt sich Ishii in Europa auf, wo er den Fauvismus, Kubismus und Futurismus kennenlernte. Nach seiner Rückkehr publizierte er in Japan hierüber ebenso wie über den Maler Wassili Kandinsky und die Malergruppe Blauer Reiter.
1912 setzte er seine Arbeit an der 1910 begonnenen Bijin-Serie Tōkyō jūnikei (dt. „Zwölf Ansichten von Tokio“) fort. Diese Arbeiten nahmen den Stil des Shin hanga vorweg, einer Bewegung zur Erneuerung des traditionellen Ukiyo-e-Stils. Die Serie verkaufte sich jedoch schlecht und von den zwölf Entwürfen wurden nur neun gedruckt. 1915 veröffentlichte er im Magazin Shin Nigao (dt. „Neues Porträt“) mehrere Porträts von Kabuki-Schauspielern. 1917–18 beteiligte er sich mit 15 Entwürfen an der 50 Drucke umfassenden Serie Nihon fukei hanga (dt. „Japanische Landschaftsdrucke“), einer Gemeinschaftsproduktion mehrerer Künstler.
In der Folgezeit wandte er sich verstärkt der Öl- und Aquarellmalerei zu. Hier war er sehr erfolgreich. 1921 unterstützte er Nishimura Isaku, zusammen mit Yosano Akiko und Yosano Tekkan, bei dessen Gründung einer Fachschule für Kunstgewerbe. Er stellte mehrfach auf der Shin Bunten (dt. „Neue Kunstausstellung“) aus und wurde Mitglied der Kaiserlichen Kunstakademie. Zu seinen Schülern zählten u. a. Hiratsuka Un’ichi und Koizumi Kishio. Er verfasste auch das u. a. Werk, eine Beschreibung der Malerei seiner Zeit.
Ishii erhielt 1928 den französischen Verdienstorden und posthum 1949 den mehrfarbigen Orden der Aufgehenden Sonne.

## Publikationen
- Ishii Hakutei: Nihon kaiga sandai-shi. Verlag Perikan-sha, 1983.